# Лев (имя)
Лев (греч. Λέων в значении «лев») — мужское русское личное имя греческого происхождения.
Лев находится среди тех имён, которые давались новорождённым, чтобы те приобретали некую сверхсилу (в этом случае — силу льва). На Русь принесено вместе с христианством из Византии. Долгое время было редким именем, лишь с начала XX века в Российской империи приобрело популярность, детей стали называть в честь Льва Толстого.
В русских народных говорах имя Лев приобрело вид Львей и Лёв. Также имел хождение вариант Леон, но календарной формой было Лев.
От имени Лев образованы фамилии Львов, Лёвин, Лёвушкин, Лёвочкин, Левунин и др.
Было распространено у ашкеназских евреев Российской Империи как имя-кинуй, заменяющее религиозное имя Арье на древнееврейском языке и используемое в быту имя Лейб на языке идиш.
В 20-х годах XXI века в России произошёл всплеск популярности имени Лев.

## Именины
- Православные[1]: 12 января, 2 февраля, 3 марта, 5 марта, 13 марта високосного года, 31 мая, 14 июля, 31 августа, 24 сентября, 25 ноября, 20 декабря.
- Католические[8]: 6 февраля, 20 февраля, 1 марта, 14 марта, 11 апреля, 19 апреля, 22 апреля, 25 мая, 12 июня, 30 июня, 3 июля, 12 июля, 17 июля, 18 августа, 10 октября, 10 ноября, 20 ноября.